# Olusoji Fasuba
Olusoji Adetokunbo Fasuba (ur. 9 lipca 1984 w Sapele) – nigeryjski lekkoatleta, sprinter.
Brązowy medalista olimpijski z Aten w sztafecie 4 x 100 m. W 2008 roku został halowym mistrzem świata w biegu na 60 metrów.

## Osiągnięcia
| Rok  | Impreza                    | Miejsce     | Konkurencja        | Lokata      | Wynik |
| ---- | -------------------------- | ----------- | ------------------ | ----------- | ----- |
| 2004 | Halowe mistrzostwa świata  | Budapeszt   | bieg na 60 m       | eliminacje  | 6,78  |
| 2004 | Mistrzostwa Afryki         | Brazzaville | bieg na 100 m      | 1. miejsce  | 10,21 |
| 2004 | Igrzyska olimpijskie       | Ateny       | sztafeta 4 x 100 m | 3. miejsce  | 38,23 |
| 2005 | Mistrzostwa świata         | Helsinki    | bieg na 100 m      | półfinał    | 10,18 |
| 2005 | Mistrzostwa świata         | Helsinki    | bieg na 200 m      | ćwierćfinał | 21,92 |
| 2006 | Halowe mistrzostwa świata  | Moskwa      | bieg na 60 m       | 5. miejsce  | 6,58  |
| 2006 | Mistrzostwa Afryki         | Bambous     | bieg na 100 m      | 1. miejsce  | 10,37 |
| 2006 | Igrzyska wspólnoty narodów | Melbourne   | bieg na 100 m      | 2. miejsce  | 10,11 |
| 2007 | Igrzyska afrykańskie       | Algier      | bieg na 100 m      | 1. miejsce  | 10,18 |
| 2007 | Mistrzostwa świata         | Osaka       | bieg na 100 m      | 4. miejsce  | 10,07 |
| 2008 | Halowe mistrzostwa świata  | Walencja    | bieg na 60 m       | 1. miejsce  | 6,51  |
| 2008 | Mistrzostwa Afryki         | Addis Abeba | bieg na 100 m      | 1. miejsce  | 10,10 |
| 2008 | Igrzyska olimpijskie       | Pekin       | bieg na 100 m      | ćwierćfinał | 10,21 |
| 2009 | Mistrzostwa świata         | Berlin      | bieg na 100 m      | ćwierćfinał | 10,25 |

## Rekordy życiowe
Stadion
- Bieg na 100 m – 9,85 s (2006) były rekord Afryki
- Bieg na 200 m – 20,52 s (2004)

Hala
- Bieg na 60 m – 6,49 s (2007)